# Chożdienija
Chożdienija (ros. хождения – wędrówki) – gatunek literatury staroruskiej obejmujący opisy i relacje z podróży pisane zwykle przez pielgrzymów lub kupców. Do gatunku tego należy m.in. "Хождение за три моря" (Podróż za trzy morza) Atanazego Nikitina opisująca wyprawę autora do Indii.